# Aluva
Aluva è una suddivisione dell'India, classificata come municipality, di 24.108 abitanti, situata nel distretto di Ernakulam, nello stato federato del Kerala. In base al numero di abitanti la città rientra nella classe III (da 20.000 a 49.999 persone).

## Geografia fisica
La città è situata a 10° 07' 16 N e 76° 21' 21 E.

## Società

### Evoluzione demografica
Al censimento del 2001 la popolazione di Aluva assommava a 24.108 persone, delle quali 11.756 maschi e 12.352 femmine. I bambini di età inferiore o uguale ai sei anni assommavano a 2.303, dei quali 1.203 maschi e 1.100 femmine. Infine, coloro che erano in grado di saper almeno leggere e scrivere erano 20.977, dei quali 10.276 maschi e 10.701 femmine.